# 삼포 가는 길 (1981년 드라마)
《삼포 가는 길》은 1981년 2월 14일에 방영된 TV문학관이다. 이 회차를 기점으로 TV문학관 1기는 1987년 10월 3일 종방 때까지 격주(1981년 말까지) 및 매주 토요일 밤에 KBS 1TV에서 방영되었다.

## 줄거리
황석영의 동명소설을 이만희 감독의 1975년도 영화 삼포 가는 길에 이어 두번째로 영상화하였다.

## 출연
- 차화연
- 문오장
- 안병경
- 민지환
- 정해창
- 여운계
- 박혜숙
- 허옥숙
- 정진
- 유순철
- 유병한
- 고설봉
- 나정옥
- 김동완
- 임혁주
- 백윤식
- 장항선
- 유종근
- 이현두
- 박칠용
- 유승봉
- 송종원
- 고광우
- 이계영
- 박세경
- 조형숙
- 최란